# Per un camí esbarzerat
Per un camí esbarzerat, JW VIII/17 (en txec Po zarostlém chodníčku), és un cicle de tretze peces per a piano organitzats en dos volums compostos per Leoš Janáček entre 1901 i 1908.

## Origen i context
Janáček compon totes les seves obres més importants per a piano entre 1900 i 1912. Probablement va començar a preparar una primera sèrie de cançons populars de Moràvia el 1900. En aquest moment, el cicle tenia només sis peces, destinats a harmònium: Les nostres nits, Una fulla se'n va amb el vent, La verge de Frýdek, L'òliba no ha volat! Bona nit! i un Più mosso, publicat després de la mort de Janáček. Aquestes melodies van servir de base per al primer volum de Per un camí esbarzerat. Tres d'aquestes composicions van ser publicades per primera vegada el 1901 al cinquè volum de peces harmònium, Cançons eslaves, sota el títol Per un camí esbarzerat - Tres composicions curtes. Abans de 1908 el cicle havia augmentat a nou peces, i va ser llavors destinat per a piano en lloc d'harmònium. La versió definitiva del primer llibre va ser publicat el 1911. El 30 de setembre de 1911, Janáček va publicar la primera peça de la segona sèrie al diari Lidové noviny. La nova sèrie va ser creada, íntegrament, al voltant de 1911. El segon llibre complet es va imprimir per Hudební matice el 1942. L'obra es va estrenar el 6 de gener de 1905 al Besední dům de Brno.

## Estructura

### Llibre I
1. Naše večery (Les nostres nits)
2. Lístek odvanutý (Una fulla se'n va amb el vent)
3. Pojďte s námi! (Vina amb nosaltres!)
4. Frýdecká panna Maria (La verge de Frýdek)
5. Štěbetaly jak laštovičky (Xerraven com orenetes)
6. Nelze domluvit! (Les paraules fallen!)
7. Dobrou noc! (Bona nit!)
8. Tak neskonale úzko (Inefable angoixa)
9. V pláči (Plorant)
10. Sýček neodletěl! (L'òliba no ha volat!)

### Llibre II
1. Andante
2. Allegretto (Presto)
3. Più mosso
4. Vivo
5. Allegro